# 本·霍尔布鲁克
本·霍尔布鲁克（英語：Ben Holbrook，1974年4月20日—），美国男子赛艇运动员。他曾代表美国参加1999年泛美运动会赛艇比赛，获得一枚金牌。他也曾参加2004年夏季奥林匹克运动会。